# Bugac

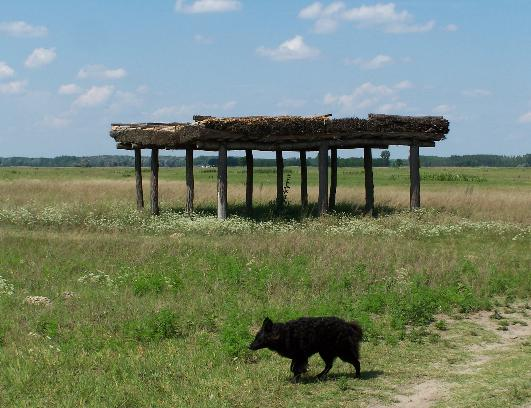
A bugaci puszta

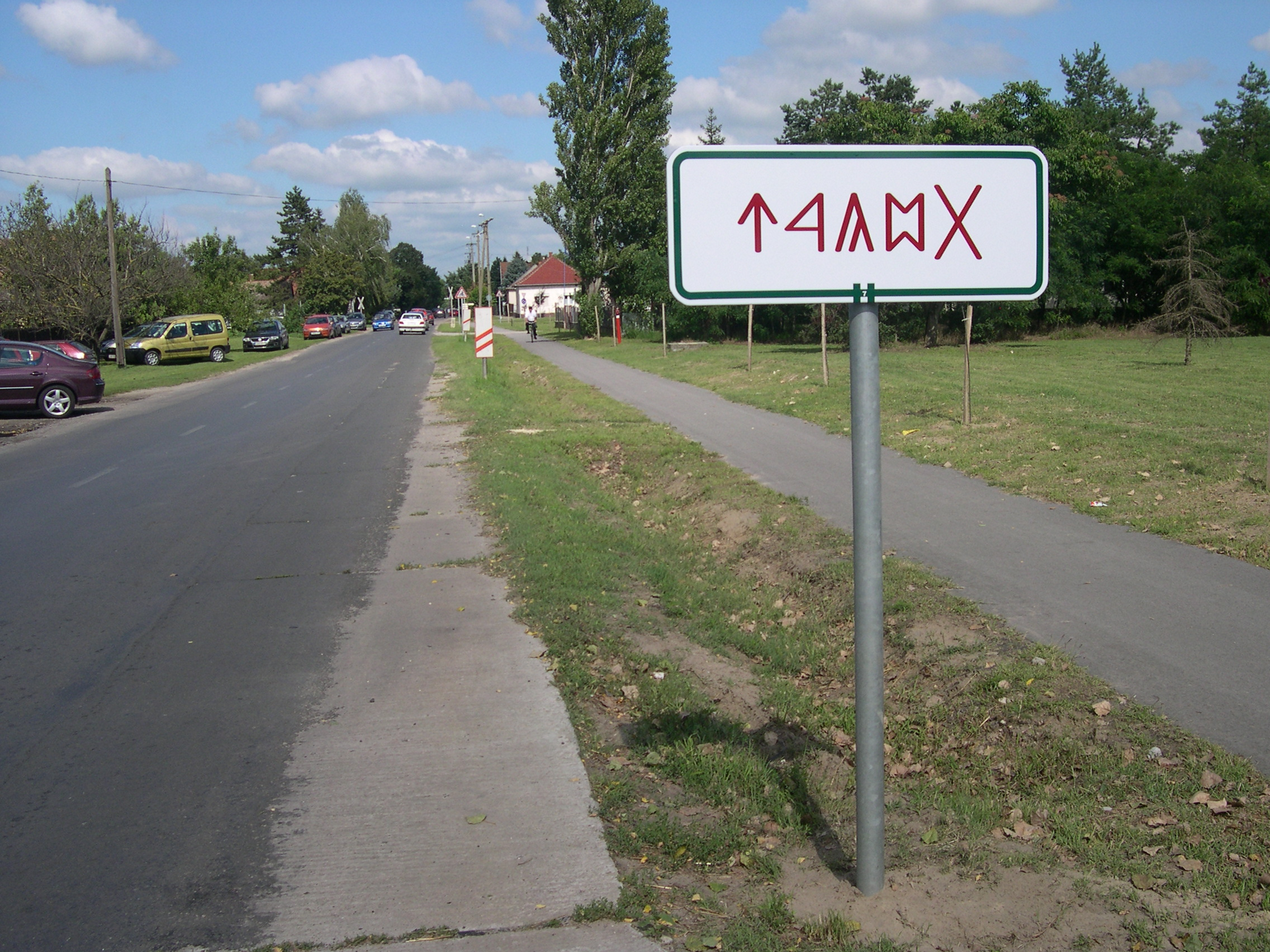
Rovásírásos tábla a falu szélén

Bugac nagyközség Bács-Kiskun vármegye Kiskunfélegyházi járásában.

## Fekvése
Az Alföldön, a Duna–Tisza közi homokhátságon, a Bugaci-homokháton helyezkedik el, a Kiskunsági Nemzeti Park területén, Bács-Kiskun vármegye középső-keleti részén, a megyeszékhelytől, Kecskeméttől mintegy 40 kilométerre délre. A megye hatodik legnagyobb területű települése.
A belterületétől nyugatra elterülő külterületi részei nagyobbára a Kiskunsági Nemzeti Park Bócsa-Bugac buckavilága elnevezésű területrészéhez tartoznak.
A szomszédos települések: észak felől Fülöpjakab, északkelet felől Kunszállás, kelet felől Kiskunfélegyháza, délkelet felől Jászszentlászló, dél felől Szank és Móricgát, délnyugat felől Bócsa, nyugat felől Bugacpusztaháza, északnyugat felől pedig Jakabszállás.

### Megközelítése
A település ma csak közúton érhető el, Kiskunfélegyháza (az M5-ös autópálya és az 5-ös főút) felől az 54 102-es számú mellékúton, illetve az 54-es főút felől és Jászszentlászló felől az 5407-es úton. (Közigazgatási határszélét északkeleten érinti még az 5302-es út is.)
A közúti tömegközlekedést a Volánbusz autóbuszai biztosítják.
Korábban elérhető volt vonattal is, a MÁV 149-es számú (a kecskeméti kisvasút részét képező Kecskemét–Kiskunmajsa-vasútvonalon (Kecskemét KK-Törökfái-Bugac-Kiskunmajsa KK), de ott a személyszállítás 2009. december 13., a 2009/2010. évi menetrendváltás dátuma óta szünetel. Bugac vasútállomás Bugacpuszta megállóhely és Bugac felső megállóhely között működött; fizikailag a belterület nyugati széle közelében helyezkedett el, az 54 102-es számú mellékűt vasúti keresztezésének déli oldalán.

## Története

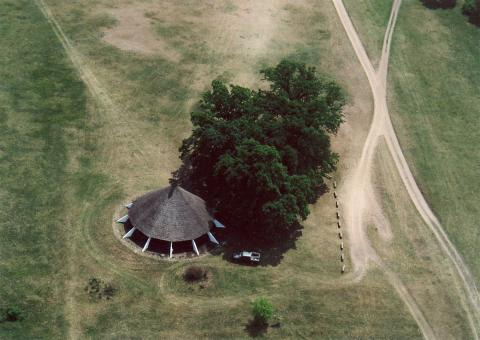
Pásztormúzeum

A település neve először 1391-ben jelent meg oklevélben, a név eredete alapján feltehetőleg a tatárjárás után ide települt kunok alapították. Helyén – amint ezt egy 2010-ben megindított feltárás kimutatta – egy több négyzetkilométeres kiterjedésű, kőházakból álló, virágzó település állt az Árpád-korban, melynek középpontjában egy bazilika és egy monostor állt. Ez utóbbiak romjai között különösen jelentős leleteket tártak fel, köztük egy 1180 és 1190 közötti keletkezésűnek datált ereklyetartóval, amely eredetileg talán Szent Péter ereklyéjét őrizhette; értéke ez esetben szinte felbecsülhetetlen lehetett.
A 16. századtól kezdve (amikortól biztosan be lehet azonosítani Bugac helyét) egészen 1950-ig Kecskemét város határához tartozott.
1910-ben jelölték ki ezt a helyet faluhelynek, Monostorfalva néven.
1950. január 1-jén vált önálló településsé, Kecskeméttől elszakadva. 1989-ben pedig már Bugactól szakadt el Bugacpusztaháza. 

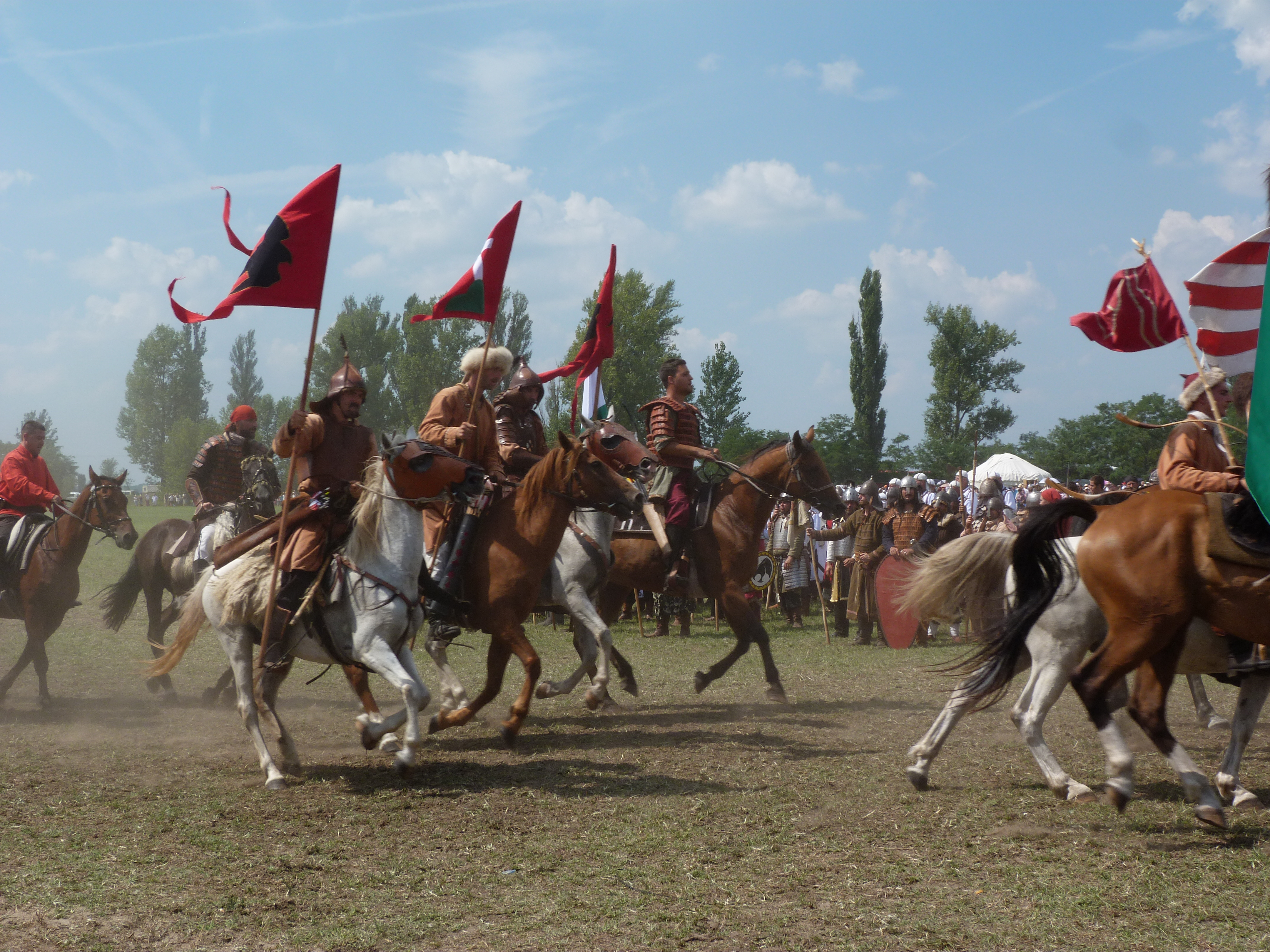
Kurultáj - 2014

2014-ben negyedszer rendezték meg a Kurultájt, Európa legnagyobb hagyományőrző rendezvényét Bugacon. A Turán Szövetség hívására 120 csapat érkezett Bugacra. Eljöttek Erdély, Kárpátalja, Felvidék és Délvidék hagyományőrzői is. A Kurultáj a magyarok őseiről és történelme nagy alakjainak is emléket állít. Az eurázsiai puszta övezet népeinek törzsi gyűlése, a magyarokkal rokon keleti népek kulturális hagyományőrző találkozója. 2014-ben a három napos Kurultájon 26 magyarral rokon nemzet volt jelen. A gyűlésen seregszemle, harci bemutatók, lovas versenyek és lovas vetélkedők, íjász programok, a magyar –hun-avar örökséget bemutató kiállítások, népzenei programok voltak. Hatalmas jurtatábor épült, kézműves bemutatók, kézműves vásár, gyermek programok és tudományos ismeretterjesztő előadások is elhangzottak. A gyűlés fővédnöke Lezsák Sándor, az Országgyűlés alelnöke volt. 

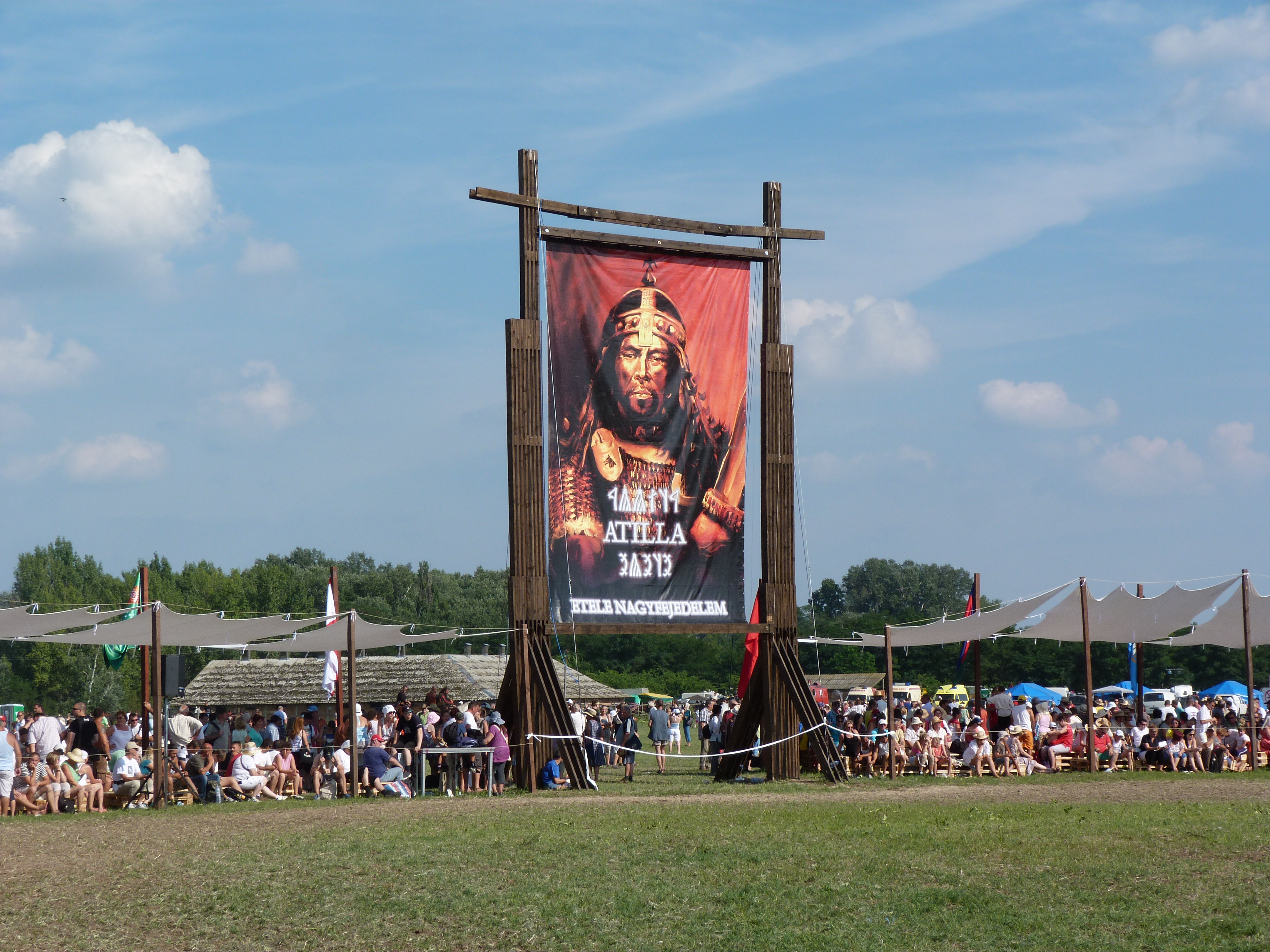
Atilla nagykirály - Kurultáj, 2014

Atilla sátrában kiállították Kertai Gábor: A hunok bejövetele című körfestményét.

### Nevének eredete
Bugac, Bugacs, Bugacháza, Monostorfalva, Bugacmonostor mind-mind Bugac megnevezése, s megoszlik a vélemény arról, hogy miről vagy kiről is kapta a település a nevét.
A kun kódex szerint a „Buga” szó bikát jelent. A Bugac, illetve a „Bugacs” szó a bikával foglalkozó egyén. A legrégibb, több mint 600 esztendős okmány, 1391. február 4-én kelt, amelyben először található meg a Bugac személynév.

## Közélete

### Polgármesterei
- 1990–1994: Endre Imre (független)[6]
- 1994–1998: Endre Imre (független)[7]
- 1998–2002: Csitári Tibor (független)[8]
- 2002–2006: Csitári Tibor (független)[9]
- 2006–2010: Szabó László (független)[10]
- 2010–2014: Szabó László (független)[11]
- 2014–2019: Szabó László (független)[12]
- 2019–2024: Szabó László (független)[13]
- 2024– : Szabó László (független)[1]

## Népesség
A település népességének változása:
| Lakosok száma | 2759 | 2716 | 2579 | 2595 | 2592 | 2592 | 2596 |
|               | 2013 | 2014 | 2018 | 2021 | 2022 | 2023 | 2024 |

A 2011-es népszámlálás során a lakosok 94,8%-a magyarnak, 0,2% cigánynak, 0,9% németnek, 0,2% románnak mondta magát (4,9% nem nyilatkozott; a kettős identitások miatt a végösszeg nagyobb lehet 100%-nál).
2022-ben a lakosság 89%-a vallotta magát magyarnak, 1,2% németnek, 0,8% románnak, 0,3% cigánynak, 0,1% bolgárnak, 1,5% egyéb, nem hazai nemzetiségűnek (10,1% nem nyilatkozott; a kettős identitások miatt a végösszeg nagyobb lehet 100%-nál). Vallásuk szerint 40,7% volt római katolikus, 3,3% református, 0,5% evangélikus, 0,5% görög katolikus, 0,2% ortodox, 0,8% egyéb keresztény, 2% egyéb katolikus, 7,2% felekezeten kívüli (44,6% nem válaszolt).

## Vallás
A 2001-es népszámlálás adatai alapján a lakosság többsége, kb. 88,5%-a római katolikus vallású. Kb. 5%-a református, kb. 0,5-0,5%-a görögkatolikus, illetve evangélikus. Szintén kb. 0,5%-a más egyházhoz vagy felekezethez tartozik. Nem tartozik egyetlen egyházhoz sem, vagy nem válaszolt kb. 5%.
2011-ben a vallási megoszlás a következő volt: római katolikus 72,6%, református 4,1%, evangélikus 0,1%, görög katolikus 0,1%, felekezeten kívüli 7,1% (14,8% nem nyilatkozott).

### Római katolikus egyház
A Kalocsa-Kecskeméti Főegyházmegye (érsekség) Kiskunsági Főesperességének Félegyházi Esperesi Kerületébe tartozik. 2 plébániával is rendelkezik: 1. Bugac plébániatemplomának titulusa: Szent István király. Anyakönyveit 1946-tól vezetik. 2. Bugac-Alsómonostor plébániatemplomának titulusa: Szent Anna. Ennek az anyakönyveit 1920 óta vezetik.

### Református egyház
A Dunamelléki Református Egyházkerület (püspökség) Bács-Kiskunsági Református Egyházmegyéjébe (esperesség) tartozik. Nem önálló anyaegyházközség, csak szórvány.

### Evangélikus egyház
A Déli Evangélikus Egyházkerület (püspökség) Bács-Kiskun Egyházmegyéjében (esperesség) lévő Kecskeméti Evangélikus Egyházközséghez tartozik, mint szórvány.

## Természeti értékek
- Ősborókás: A Kiskunsági Nemzeti Park része, fokozottan védett.
- Szürke gulya
- Lovasbemutató
- Rákosi vipera (Vipera ursinii rakosiensis)

## Helyi gasztronómia
Az alföldi pásztorok anno azokból a nyersanyagokból főztek, amelyek a rendelkezésükre álltak, így nagy szerepet kapott étrendjükben a marhahús. Ételeik 200 év leforgása alatt a magyar konyhaművészet jellegzetes és uralkodó paprikás remekeivé váltak. A pörkölt és a gulyásleves klasszikusan magyar étel, melyet mára már szinte a világ minden táján ismernek és külhoni változataként fogyasztanak. A hús mellett a magyar konyha három legfontosabb alapanyaga adja az étel különleges ízvilágát: zsír, hagyma, őrölt pirospaprika.

## Nevezetességei
- Pásztormúzeum: A múzeum a kiskunsági pásztorok életét hivatott bemutatni. A látogatók előtt felvonultatja az általuk használt hagyományos szerszámokat, eszközöket, illetve a környék természeti értékeit. Az autentikus élményhez hozzájárul a pusztán legelő szürkemarhák, racka juhok és lovak látványa is. A múzeum mellett található az Ősborókás, valamint néhány régi pásztorépítmény, a hűvösölő, isztrogona, konytos kunyhó is látható itt. A Karikás Csárdánál váltott belépőjeggyel a Pásztormúzeum mellett egy hagyományos pusztai lovasbemutató is megtekinthető.[17]
- Lovas színházi esték: A Nemzeti Lovas Színház előadásai új műfajt teremtettek, amely a cirkusz és a színházművészet között foglalja el egyre népszerűbb helyét. Bennünket, magyarokat, lovas nemzetként ismernek szerte a világban, ehhez a megbecsüléshez járulnak hozzá a pusztában rendezett színházi esték.[17]
- Magyar Pásztorkutyák Találkozója: A magyar pásztorkutyák kiállításán mind az öt magyar pásztorkutya fajta bemutatkozik. A verseny legizgalmasabb része a terelő bajnokság és a fiatal kutyák terelési képességének vizsgája. A rendezvény szakmai szervezője a Duna-Tisza Magyar Pásztorkutyás Hagyományőrző Egyesület.[17]
- Ősök napja: Az Ősök Napján látványos hagyományőrző lovas és íjász versenyek, különleges övbirkózó és bothúzó bajnokság, tudományos előadások várnak több tízezer látogatót a bugaci pusztába. A kirakodóvásár a Kárpát-medence egyik legnagyobb és legszínvonalasabb kézműves találkozója.[17]
- Alföld-fásítási gyűjtemény: Az alföldi erdők élővilágát, az erdőművelés eszközeit, az erdőgazdálkodás tudósait mutatja be.
- Pásztormúzeum: A szárazmalomra emlékeztető épületet Kerényi József tervezte. 1975-ben épült. Az épületben a puszta történetéről, a pásztorok életformájáról, eszközeiről, díszítőművészetéről látható kiállítás. A szabadtéri múzeum területén gulyások és juhászok szállásai, cserényei láthatóak.
- Buzsik-csőszház: A Kiskunsági Nemzeti Park vendégháza.
- Bugaci csárda: Nádtetős épület.
- Helytörténeti gyűjtemény
- Római katolikus (Szent István-) templom: 1934-ben épült.
- Római katolikus (Szent Anna-) templom.
- Lourdes-i barlang.
- Református templom: 1968-ban épült.
- Millenniumi emlékpark
- Kecskeméti Kisvasút